# Chlorostilbon lucidus
Chlorostilbon lucidus là một loài chim trong họ Trochilidae.

## Hình ảnh

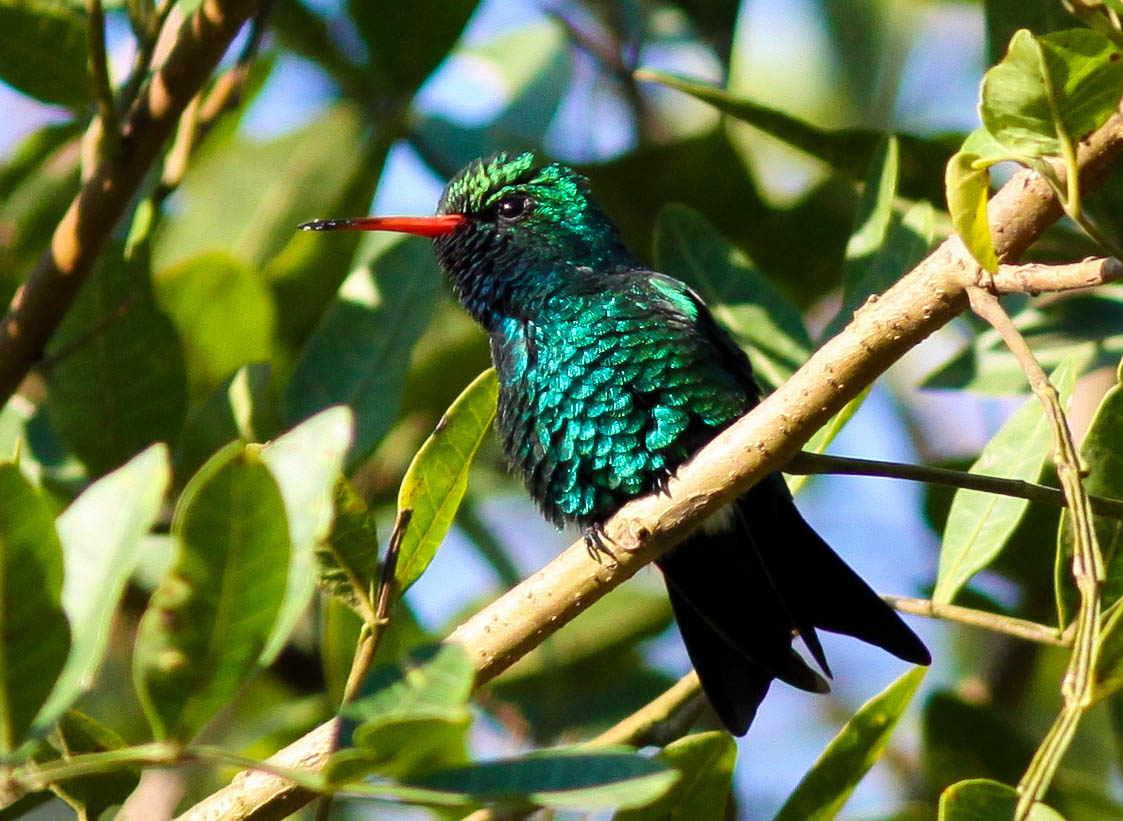
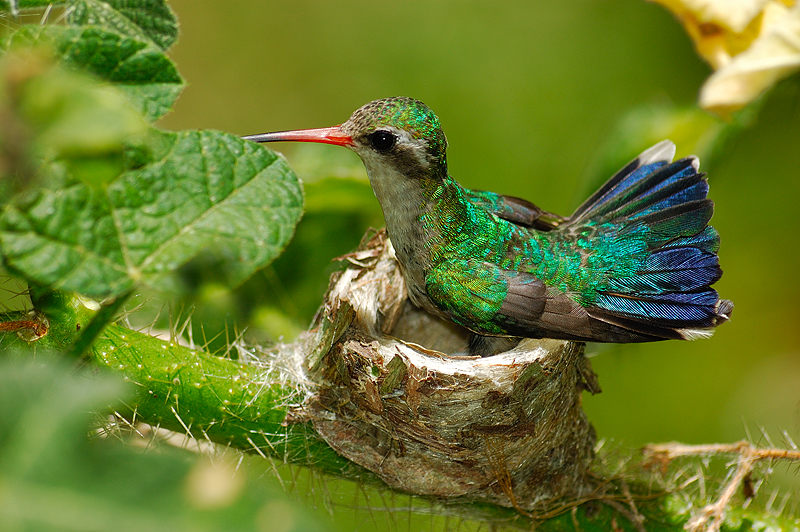